# Viktorija Kutuzova
Viktorija Kutuzova (in ucraino Вікторія Валеріївна Кутузова?; Odessa, 19 agosto 1988) è un'ex tennista ucraina.

## Biografia
Allentata per tutta la carriera dal padre Valeriy, è nota principalmente per i risultati ottenuti all'età di 14 anni. Al suo debutto come atleta WTA, nel Tier II di Los Angeles 2003, ha sconfitto le più quotate Lina Krasnoruckaja nel 1º turno e Alexandra Stevenson in quello successivo, venendo poi eliminata al 3º turno dalla allora n°12 al mondo, la giapponese Ai Sugiyama.
Altri momenti particolarmente brillanti della sua carriera sono stati nel 2005 agli Indian Wells, quando è riuscita a qualificarsi al 4º turno della manifestazione, per poi essere sconfitta dalla allora n°1 al mondo Lindsay Davenport. La Kutuzova è anche stata capace di qualificarsi al 2º turno di tre dei quattro tornei del Grande Slam nel WTA Tour.
Nella categoria junior è arrivata alla finale degli Australian Open del 2003, venendo quindi sconfitta dalla ceca Barbora Záhlavová-Strýcová.
Nella ITF la Kutuzova è stata una tennista di notevole successo, vincendo ben 4 Open di Francia.
Nel corso della sua carriera da professionista la Kutuzova ha sofferto di diversi problemi alla spalla, il che ha inficiato non di poco il suo potenziale. Il suo miglior piazzamento è stata la posizione numero 76 nel 2005.
Si è ritirata nel 2014.

## Vita privata
Nel 2016 si è sposata; vive col marito nella città natale.

## Statistiche

### Statistiche ITF

#### Singolare

##### Vittorie (6)
| No. | Data             | Torneo         | Superficie  | Avversaria         | Punteggio     |
| 1.  | 20 novembre 2005 | Deauville      | Terra rossa | Cvetana Pironkova  | 6-4, 7–6(2)   |
| 2.  | 27 novembre 2005 | Poitiers       | Cemento     | Maret Ani          | 6–3, 3–6, 6–4 |
| 3.  | 19 novembre 2006 | Deauville      | Terra rossa | Alberta Brianti    | 6–1, 6–2      |
| 4.  | 4 maggio 2008    | Cagnes-Sur-Mer | Terra rossa | Maret Ani          | 6–1, 7–5      |
| 5.  | agosto 2011      | ITF Bucharest  | Terra rossa | Laura-Ioana Andrei | 6–2, 7–5      |
| 8.  | dicembre 2011    | ITF Antalya    | Terra rossa | Patricia Maria Tig | 3–6, 6–1, 6–1 |

##### Finali perse (2)
| No. | Data           | Torneo  | Superficie  | Avversaria         | Punteggio |
| 1.  | 24 luglio 2005 | Pétange | Terra rossa | Viktoryja Azaranka | 6–4, 6–2  |
| 2.  | 12 aprile 2009 | Torhout | Cemento     | Karolina Šprem     | 6–1, 6–4  |

### Risultati in progressione
| Sigla | Risultato               |
| ----- | ----------------------- |
| V     | Vincitore               |
| F     | Finalista               |
| SF    | Semifinalista           |
| O     | Oro olimpico            |
| A     | Argento olimpico        |
| SF    | Bronzo olimpico         |
| QF    | Quarti di Finale        |
| 4T    | Quarto turno            |
| 3T    | Terzo turno             |
| 2T    | Secondo turno           |
| 1T    | Primo turno             |
| RR    | Round Robin             |
| LQ    | Turno di qualificazione |
| A     | Assente                 |
| ND    | Non disputato           |

| Legenda superfici    |
| -------------------- |
| Cemento              |
| Terra battuta        |
| Erba                 |
| Superficie variabile |

#### Singolare nei tornei del Grande Slam
| Torneo          | 2005 | 2006 | 2007 | 2008 | 2009 | 2010 | 2011 | 2012 | 2013 | 2014 |
| --------------- | ---- | ---- | ---- | ---- | ---- | ---- | ---- | ---- | ---- | ---- |
| Australian Open | A    | 1T   | A    | A    | 1T   | 1T   | A    | A    | A    | A    |
| Open di Francia | A    | 2T   | A    | A    | 2T   | A    | 1T   | A    | A    | A    |
| Wimbledon       | A    | 2T   | 1T   | 1T   | 1T   | A    | A    | A    | A    | A    |
| US Open         | 1T   | 2T   | A    | A    | 1T   | A    | A    | A    | A    | A    |

#### Doppio nei tornei del Grande Slam
| Torneo          | 2005 | 2006 | 2007 | 2008 | 2009 | 2010 | 2011 | 2012 | 2013 | 2014 |
| --------------- | ---- | ---- | ---- | ---- | ---- | ---- | ---- | ---- | ---- | ---- |
| Australian Open | A    | 2T   | A    | A    | A    | A    | A    | A    | A    | A    |
| Open di Francia | A    | A    | A    | A    | 1T   | A    | A    | A    | A    | A    |
| Wimbledon       | A    | A    | A    | A    | 1T   | A    | A    | A    | A    | A    |
| US Open         | A    | A    | A    | A    | A    | A    | A    | A    | A    | A    |

#### Doppio misto nei tornei del Grande Slam
Nessuna partecipazione